# Kladno-Nučicer Bahn
| Streckenlänge: | 42,132 km            |                                                        |                                                        |
| Spurweite: | 1435 mm (Normalspur) |                                                        |                                                        |
| Maximale Neigung: | 19,8 ‰               |                                                        |                                                        |
| Minimaler Radius: | 200 m                |                                                        |                                                        |
| Streckengeschwindigkeit: | 30 km/h              |                                                        |                                                        |
| |                      |                                                        |                                                        |
| \| \| 0,0 \| Staré Kladno (Station Alt Kladno) \| Staré Kladno (Station Alt Kladno) \| \| \| \| nach Kladno-Dubí (vorm. BEB) \| \| \| \| 0,5 \| Kladno železárny (Eisenwerk) \| Kladno železárny (Eisenwerk) \| \| \| 1,6 \| Kladno Prádlo uhlí (Kohlenwäsche) \| Kladno Prádlo uhlí (Kohlenwäsche) \| \| \| 6,0 \| Důl Amalie \| Důl Amalie \| \| \| \| Odb. Max \| \| \| \| \| Kralupy nad Vltavou–Kladno (vorm. BEB) \| \| \| \| \| Verbindungsgleis zum Bahnhof Kladno (Station Vejhybka) \| \| \| \| \| Chomutov–Praha niveaugleich (vorm. BEB) \| \| \| \| \| Hl. Křížovatka \| \| \| \| 8,6 \| Unhošť \| Unhošť \| \| \| 9,5 \| Důl Max (Maxschacht) \| Důl Max (Maxschacht) \| \| \| 15,0 \| Červený Újezd \| Červený Újezd \| \| \| 20,3 \| Hořelice (Station Hořelitz) \| 365 m \| \| \| \| Verbindungsgleis nach Nučice \| \| \| \| \| Beroun–Rudná u Prahy \| \| \| \| \| Odb. Nučická \| \| \| \| 21,8 \| Nučice \| Nučice \| \| \| \| \| \| \| \| 23,0 \| Odb. Trnoújezdská \| Odb. Trnoújezdská \| \| \| \| Tachlovice \| \| \| \| 27,5 \| Kuchař \| 389 m \| \| \| \| Odb. Mořinská \| \| \| \| \| Holý vrch \| \| \| \| \| Odb. Kozolupská \| \| \| \| 31,1 \| Kozolupy \| 379 m \| \| \| 32,8 \| Mořina \| 365 m \| \| \| \| \| \| |                      |                                                        |                                                        |
| Betriebs-/Güterbahnhof Streckenanfang (Strecke außer Betrieb) | 0,0                  | Staré Kladno (Station Alt Kladno)                      | Staré Kladno (Station Alt Kladno)                      |
| Abzweig geradeaus und nach rechts (Strecke außer Betrieb) |                      | nach Kladno-Dubí (vorm. BEB)                           | nach Kladno-Dubí (vorm. BEB)                           |
| Abzweig geradeaus und von links (Strecke außer Betrieb) | 0,5                  | Kladno železárny (Eisenwerk)                           | Kladno železárny (Eisenwerk)                           |
| Abzweig geradeaus und nach links (Strecke außer Betrieb) | 1,6                  | Kladno Prádlo uhlí (Kohlenwäsche)                      | Kladno Prádlo uhlí (Kohlenwäsche)                      |
| Betriebs-/Güterbahnhof Streckenanfang (Strecke außer Betrieb) · Strecke (außer Betrieb) | 6,0                  | Důl Amalie                                             | Důl Amalie                                             |
| Abzweig nach links und von links (Strecke außer Betrieb) · Strecke quer (außer Betrieb) · Abzweig geradeaus und nach rechts (Strecke außer Betrieb) |                      | Odb. Max                                               | Odb. Max                                               |
| Kreuzung geradeaus oben (Strecke geradeaus außer Betrieb) · Strecke (außer Betrieb) |                      | Kralupy nad Vltavou–Kladno (vorm. BEB)                 | Kralupy nad Vltavou–Kladno (vorm. BEB)                 |
| Strecke (außer Betrieb) · Abzweig geradeaus und nach rechts (Strecke außer Betrieb) |                      | Verbindungsgleis zum Bahnhof Kladno (Station Vejhybka) | Verbindungsgleis zum Bahnhof Kladno (Station Vejhybka) |
| Strecke (außer Betrieb) · Kreuzung (Strecke geradeaus außer Betrieb) |                      | Chomutov–Praha niveaugleich (vorm. BEB)                | Chomutov–Praha niveaugleich (vorm. BEB)                |
| Strecke (außer Betrieb) · Blockstelle (Strecke außer Betrieb) |                      | Hl. Křížovatka                                         | Hl. Křížovatka                                         |
| Strecke (außer Betrieb) · Dienststation / Betriebs- oder Güterbahnhof (Strecke außer Betrieb) | 8,6                  | Unhošť                                                 | Unhošť                                                 |
| Betriebs-/Güterbahnhof Streckenende (Strecke außer Betrieb) · Strecke (außer Betrieb) | 9,5                  | Důl Max (Maxschacht)                                   | Důl Max (Maxschacht)                                   |
| Dienststation / Betriebs- oder Güterbahnhof (Strecke außer Betrieb) | 15,0                 | Červený Újezd                                          | Červený Újezd                                          |
| Betriebs-/Güterbahnhof Strecke bis hier außer Betrieb | 20,3                 | Hořelice (Station Hořelitz)                            | 365 m                                                  |
| Abzweig geradeaus und nach links |                      | Verbindungsgleis nach Nučice                           | Verbindungsgleis nach Nučice                           |
| Kreuzung geradeaus unten |                      | Beroun–Rudná u Prahy                                   | Beroun–Rudná u Prahy                                   |
| Strecke von links · Abzweig geradeaus und nach rechts |                      | Odb. Nučická                                           | Odb. Nučická                                           |
| Strecke · ehemaliger Betriebs-/Güterbahnhof Strecke ab hier außer Betrieb | 21,8                 | Nučice                                                 | Nučice                                                 |
| Strecke |                      |                                                        |                                                        |
| Strecke von links · Abzweig ehemals geradeaus und nach rechts | 23,0                 | Odb. Trnoújezdská                                      | Odb. Trnoújezdská                                      |
| Strecke |                      | Tachlovice                                             | Tachlovice                                             |
| ehemaliger Dienststation / Betriebs- oder Güterbahnhof | 27,5                 | Kuchař                                                 | 389 m                                                  |
| Abzweig geradeaus und ehemals nach links · Strecke von rechts (außer Betrieb) |                      | Odb. Mořinská                                          | Odb. Mořinská                                          |
| Strecke |                      | Holý vrch                                              | Holý vrch                                              |
| Strecke von links (außer Betrieb) · Abzweig geradeaus und ehemals nach rechts |                      | Odb. Kozolupská                                        | Odb. Kozolupská                                        |
| Betriebs-/Güterbahnhof Streckenende (Strecke außer Betrieb) · Strecke | 31,1                 | Kozolupy                                               | 379 m                                                  |
| Dienststation / Betriebs- oder Güterbahnhof | 32,8                 | Mořina                                                 | 365 m                                                  |
| |                      |                                                        |                                                        |

Die Kladno-Nučicer Bahn (KNB), ab 1919 tschechisch: Kladensko-nučická dráha (KND) war eine Montanbahn im heutigen Tschechien, die ursprünglich von der Prager Eisenindustrie AG erbaut und betrieben wurde. Sie verband die Eisenerz- und Kalkbergwerke bei Nučice und Mořina sowie die gesellschaftseigenen Kohlenbergwerke mit den Eisenwerken in Kladno. Heute besteht nur noch der Abschnitt zwischen Nučice und Mořina, der weiterhin als Anschlussbahn des Kalkwerkes Mořina genutzt wird. 

## Geschichte

Eisenwerke in Kladno (um 1930)

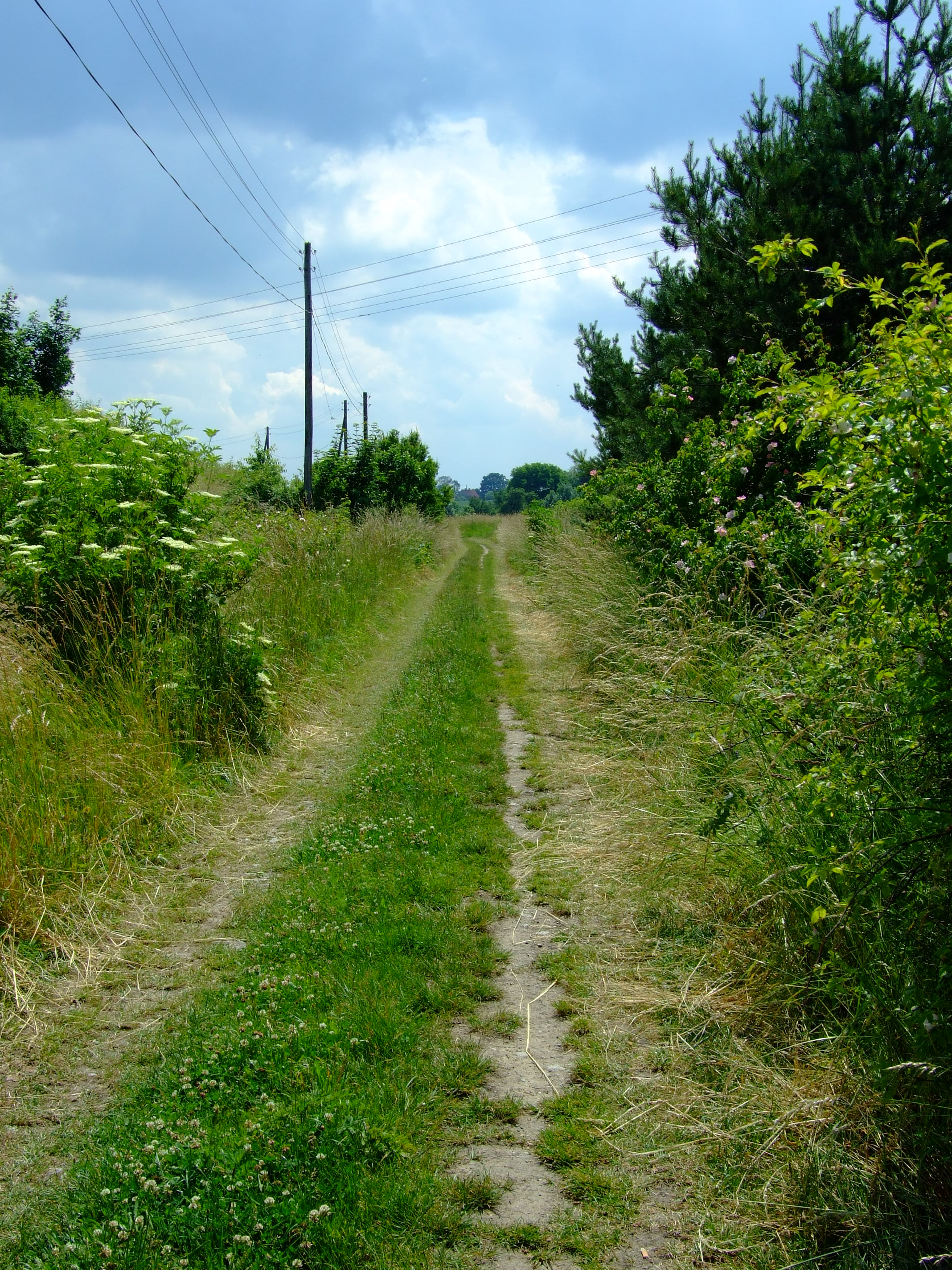
Aufgelassener Bahnkörper bei Červený Újezd (2008)

Am 20. Oktober 1857 erhielt die Prager Eisenindustriegesellschaft (PEG) die Konzession für eine Montanbahn zwischen ihrem Eisenwerk in Kladno und den Eisenerzbergwerken bei Nučice. Am 7. Januar 1858 wurde die 22,7 Kilometer lange Strecke eröffnet. Einzigartig war die lediglich durch eine Blockstelle („Hl. Křížovatka“) gesicherte, höhengleiche Kreuzung mit der Bahnstrecke Praha–Chomutov der Buschtěhrader Eisenbahn bei Unhošť. Die erste größere Erweiterung bis Tachlovice ging bereits am 26. November 1858 in Betrieb. 
Bereits im ersten Betriebsjahr beförderte man 58.000 Tonnen Fracht. Transportiert wurden nicht nur Kalk und Eisenerz, sondern auch Roheisenblöcke, die zur Weiterverarbeitung im westböhmischen Hermannshütte (Heřmanova Huť) bestimmt waren. Sie wurden in Hořelice auf Pferdefuhrwerke verladen.
Im Jahr 1864 erhielt auch das PEG-eigene Steinkohlebergwerk Amalienschacht einen Gleisanschluss, der am 14. August 1891 noch bis zum Maxschacht erweitert wurde. Die nun 6,5 Kilometer lange Zweigbahn überquerte westlich von Kladno die Strecke Kladno–Kralupy nad Vltavou der BEB.
Am 1. Oktober 1891 ging die Verlängerung der Strecke bis zu den Kalkbrüchen Čížovec und Holý Vrch Trněný Újezd in Betrieb. Als letzte Erweiterung kam am 24. November 1900 noch die Verlängerung nach Kozolupy und zum Steinbruch Amerika bei Mořina hinzu.
Am 2. Januar 1908 eröffnete man die kurze Verbindungsbahn zum Bahnhof Hořelitz-Nučitz (heute: Nučice) der Staatsbahnstrecke Beraun–Dušník.

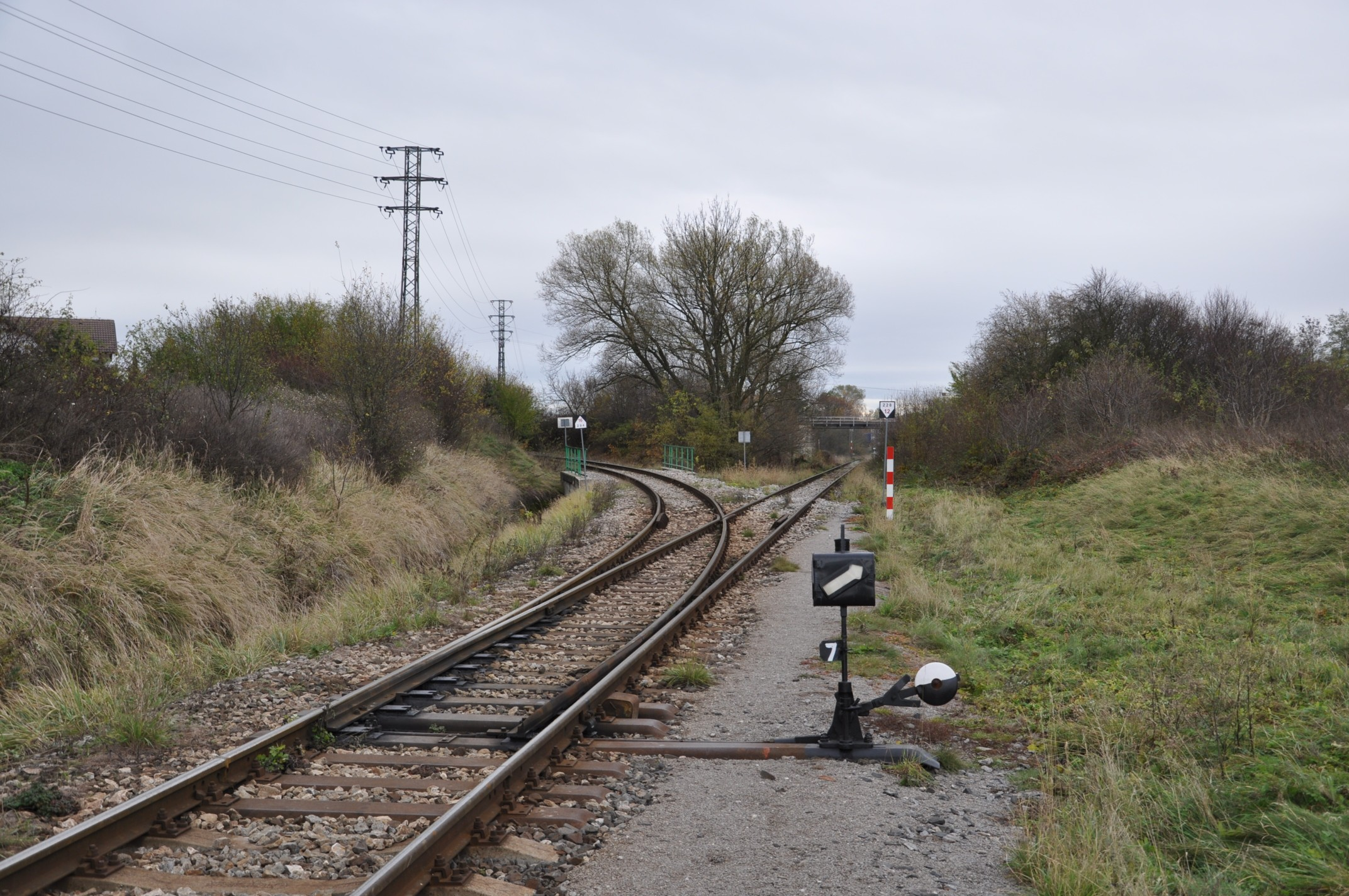
Abzweig am Bahnhof Hořelice: geradeaus führt die Strecke nach Mořina, links zum Staatsbahnhof Nučice (2012)

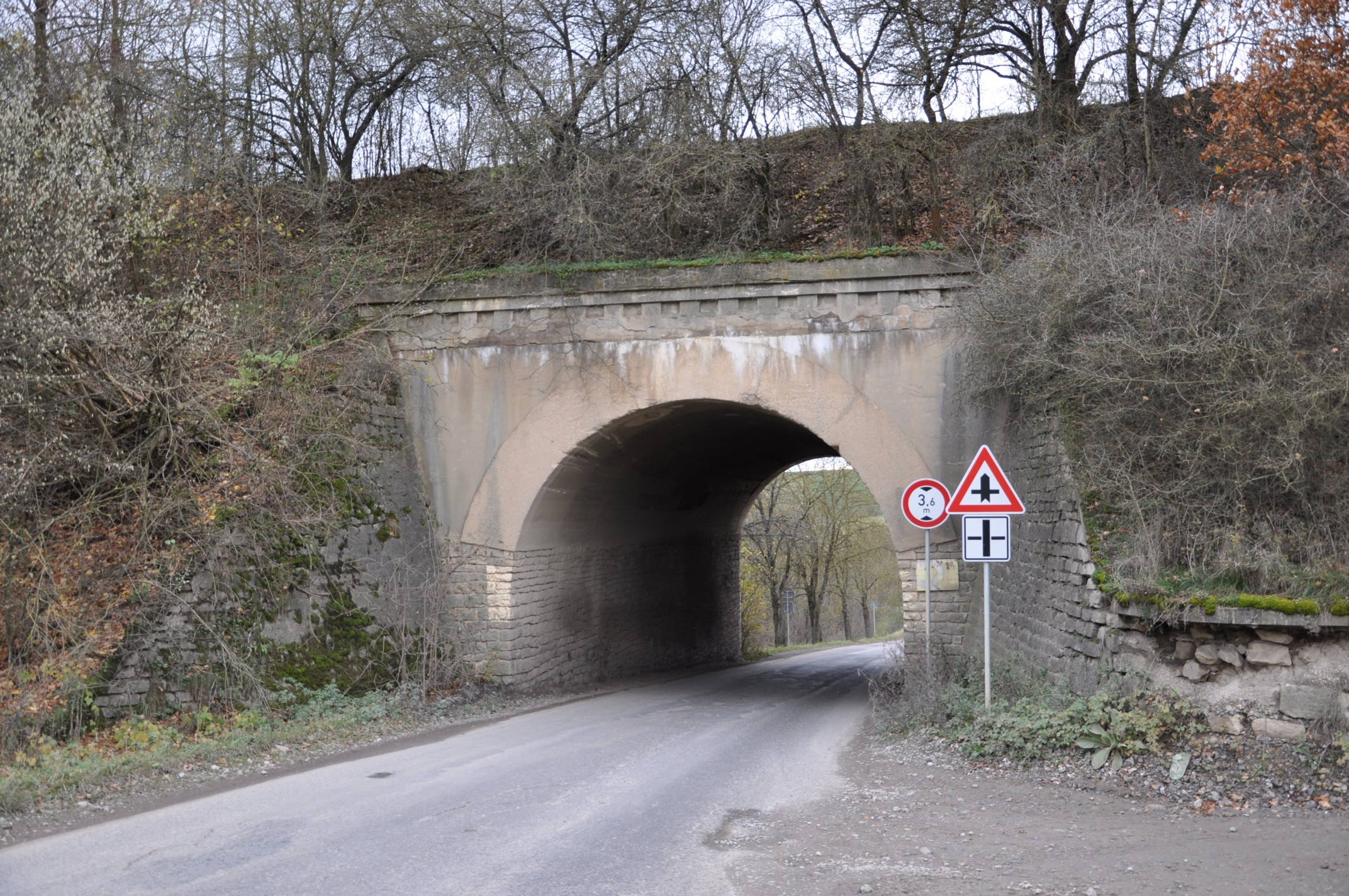
Straßenunterführung an der heute aufgelassenen Zweigbahn zum Holý Vrch (2012)

Nach der Errichtung des tschechoslowakischen Staates firmierte die Bahn ab 1919 tschechisch als Kladensko-nučická horní dráha (KND). In der Zeit des Protektorates Böhmen und Mähren war von 1939 bis 1945 auch das deutsche Äquivalent „Kladno-Nutschitzer Bergwerksbahn“ mit dem Kürzel KNB wieder offiziell.
Nach dem Ende des Zweiten Weltkrieges im Jahr 1945 wurde die PEG als „deutsches Eigentum“ unter staatliche Zwangsverwaltung gestellt. Infolge des Dekretes des Präsidenten über die Konfiskation des feindlichen Eigentums und die Fonden der Nationalwiederaufbau vom 25. Oktober 1945 wurde der Betrieb endgültig in Staatseigentum überführt und mit der benachbarten Poldihütte im Konzern Spojené ocelárny n.p. Kladno (SONP Kladno) zusammengeschlossen. Die Kladno-Nučicer Bahn verblieb als Werkbahn weiter in deren Eigentum.
Die SONP Kladno investierte zunächst noch in ihre Werkbahn. Im Jahr 1953 wurde eine neue Zweigbahn von der Eisenhütte zur neu angelegten Halde bei Buštěhrad angelegt. In den Jahren 1948 bis 1953 erwarb man 13 neugebaute Lokomotiven. Auch der überalterte Wagenpark wurde durch Neubauten ersetzt.
In den 1960er Jahren ging die transportierte Menge Eisenerz aus den Gruben um Nučice jedoch immer mehr zurück. Begründet war das im Import billigeren sowjetischen Eisenerzes, dass aus dem Krywbass in der Ukraine bezogen wurde. Am 31. Dezember 1968 legten die SONP den Abschnitt Odb. Max – Hořelice still. Die Strecke wurde kurz darauf abgetragen. In Betrieb blieb fortan nur die Strecke vom Staatsbahnhof Nučice über Hořelice nach Mořina, die zur Schleppbahn abgestuft an die Rudné a nerudné doly Ejpovice n.p., závod Mořina übertragen wurde. Im Jahr 1973 endete der Betrieb der Zweigbahn zum Maxschacht.
Nach dem gesellschaftlichen Umbruch von 1989/90 kam die Produktion des Kalkwerkes Mořina zum Erliegen. Im Dezember 1991 verkehrte der letzte Güterzug auf der Werkbahn. Im Frühjahr 1993 erwarb das Energieversorgungsunternehmen ČEZ a.s. den stillgelegten Betrieb, das die Kalkproduktion und den Betrieb der Werkbahn wieder aufnahm. Begründet war das insbesondere im Bedarf von Kalk für die Rauchgasentschwefelung in den ČEZ-eigenen Kohlekraftwerken, die zu jener Zeit mit Abgasreinigungsanlagen nachgerüstet wurden. Weiterer Eigentümer ist heute der Zementhersteller Českomoravský cement a.s., der Kalkstein für die Zementproduktion benötigt.
Die SONP gliederten ihre Werkbahn 1990 als eigenständiges Unternehmen aus, es firmierte fortan als KND Kladno. Mit der grundsätzlichen Einstellung der Steinkohleförderung im Kladnoer Revier im Jahr 2002 fehlte allerdings der Transportbedarf, der zuletzt vor allem im Kohleverkehr von der Grube Schöller in Libušín zum Kraftwerk in Kladno bestand. Das Unternehmen wurde am 27. Januar 2007 mit der Streichung im Handelsregister endgültig liquidiert.

## Fahrzeugeinsatz
Lokomotiven
Als Erstausstattung erwarb die KND vier gebrauchte Schlepptenderlokomotiven von der k.k. priv. Österreichisch-ungarischen Staatseisenbahngesellschaft (StEG). Sie waren im Jahr 1845 von Günther in Wiener Neustadt für die Nördliche Staatsbahn gebaut worden. Sie blieben bis Mitte der 1860er Jahre im Dienst. Später erwarb die KND nur noch dreifach gekuppelte Tenderlokomotiven verschiedener Hersteller. Im Jahr 1905 kamen die Lokomotiven der an den Staat verkauften Wilkischner Montanbahn in den Bestand der KND.
Ende der 1920er Jahre begann man mit dem Ersatz der mittlerweile überalterten Fahrzeuge der Anfangszeit. ČKD in Prag lieferte zwischen 1928 und 1942 sieben dreifach gekuppelte Tenderlokomotiven des Werkstyps CN 450. Weitere neue, ähnliche Lokomotiven des Typs 1435 Cs 500 kamen ab 1948 von Škoda. Als stärkste Lokomotiven kamen 1956 vier fünffachgekuppelte Lokomotiven des ČKD-Typs EP 1000 in den Bestand.
Museal erhalten blieb die 1876 bei Krauss in München gebaute Nr. 6 NUČIC, die seit 1969 zum Bestand des Technischen Nationalmuseums Prag zählt.
Lomy Mořina wickelt heute den Anschlussbahnverkehr mit zwei Lokomotiven der Reihe 740 ab. 
Wagen
Für den Erz- und Kalksteintransport besaß die KND offene Selbstentladewagen, die sämtlich von Ringhoffer in Praha-Smichov geliefert worden waren. Sie besaßen zunächst hölzerne Aufbauten, später waren sie ganz aus Stahl gefertigt. Im ersten Betriebsjahr 1858 besaß die KND davon 36 Stück.

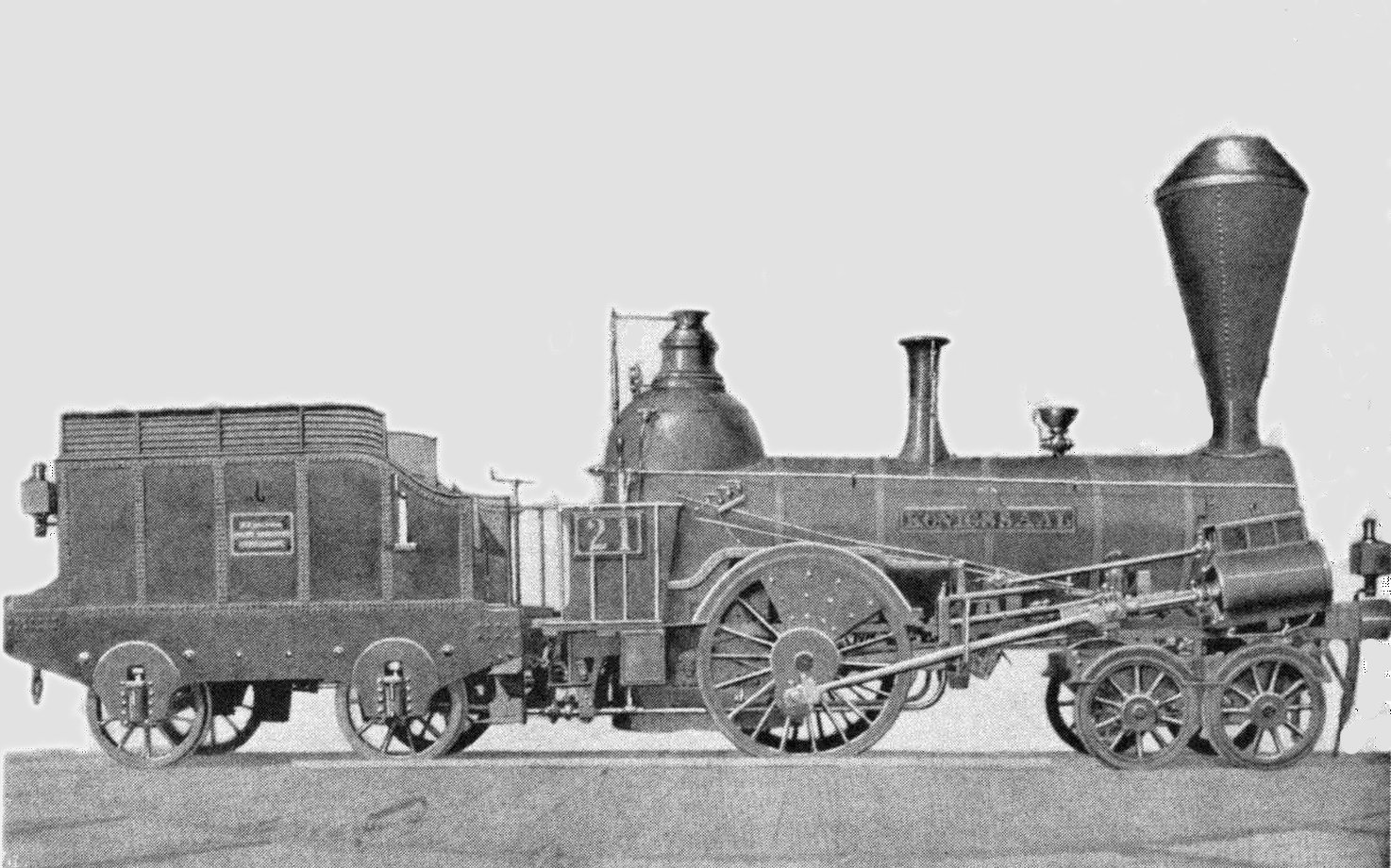
KOENIGSAAL der Nördlichen Staatsbahn, vier baugleiche Lokomotiven erwarb 1858 die KND
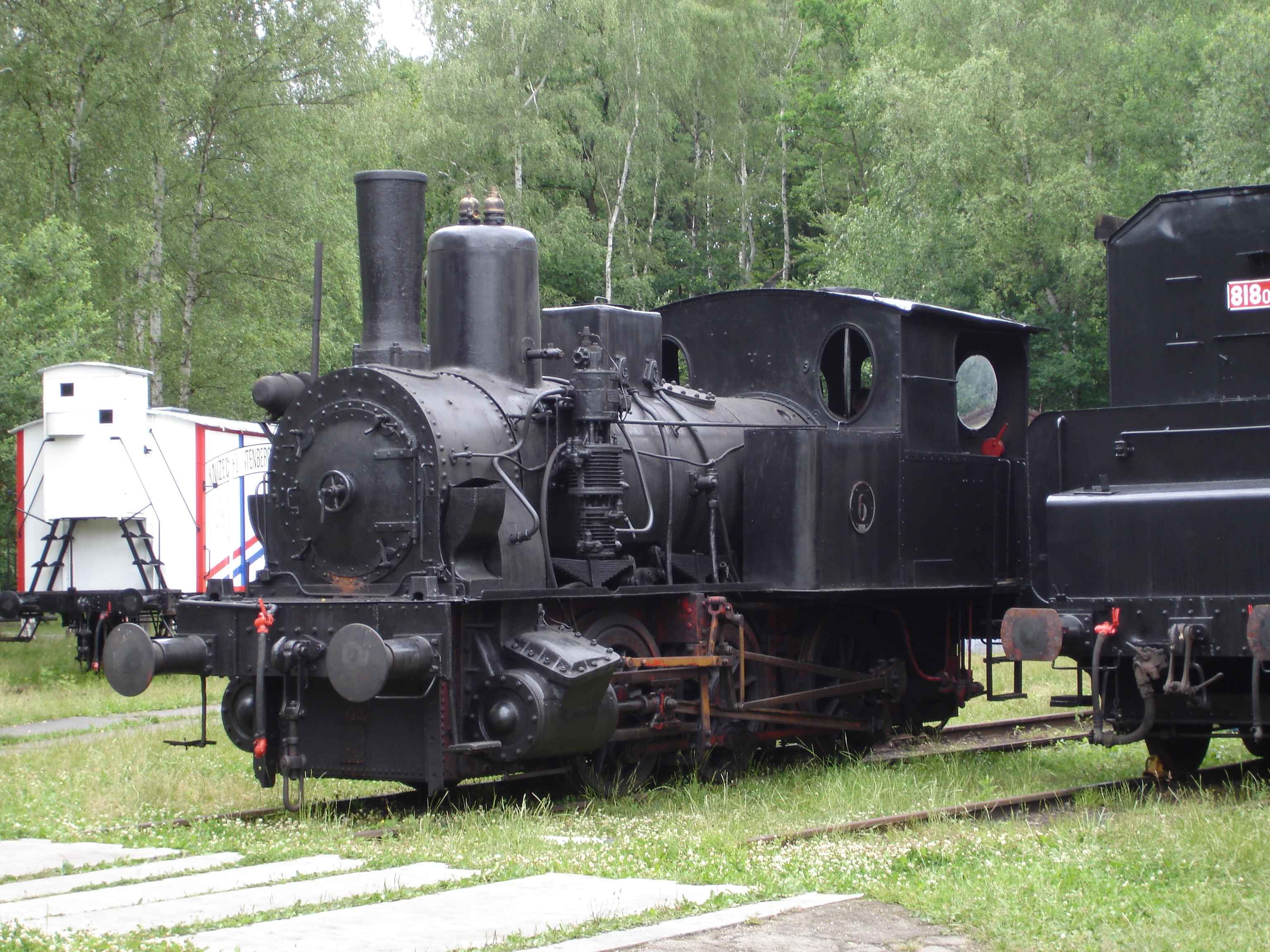
Nr. 6 NUČIC, hier im Eisenbahnmuseum Lužná u Rakovníka (2007)
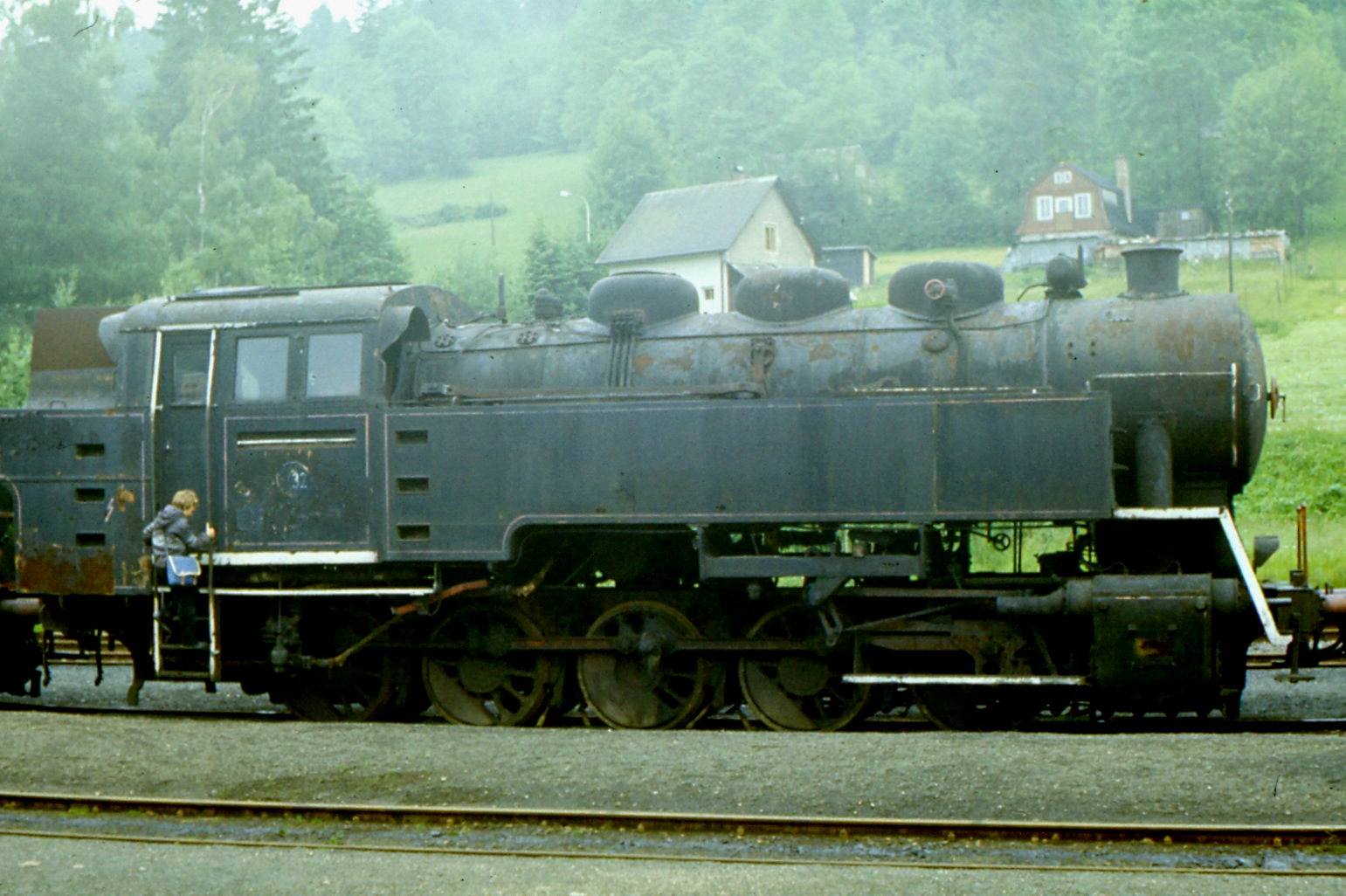
Nr. 32 (ČKD-Typ EP 1000), hier auf einer Ausstellung in Kořenov (1984)
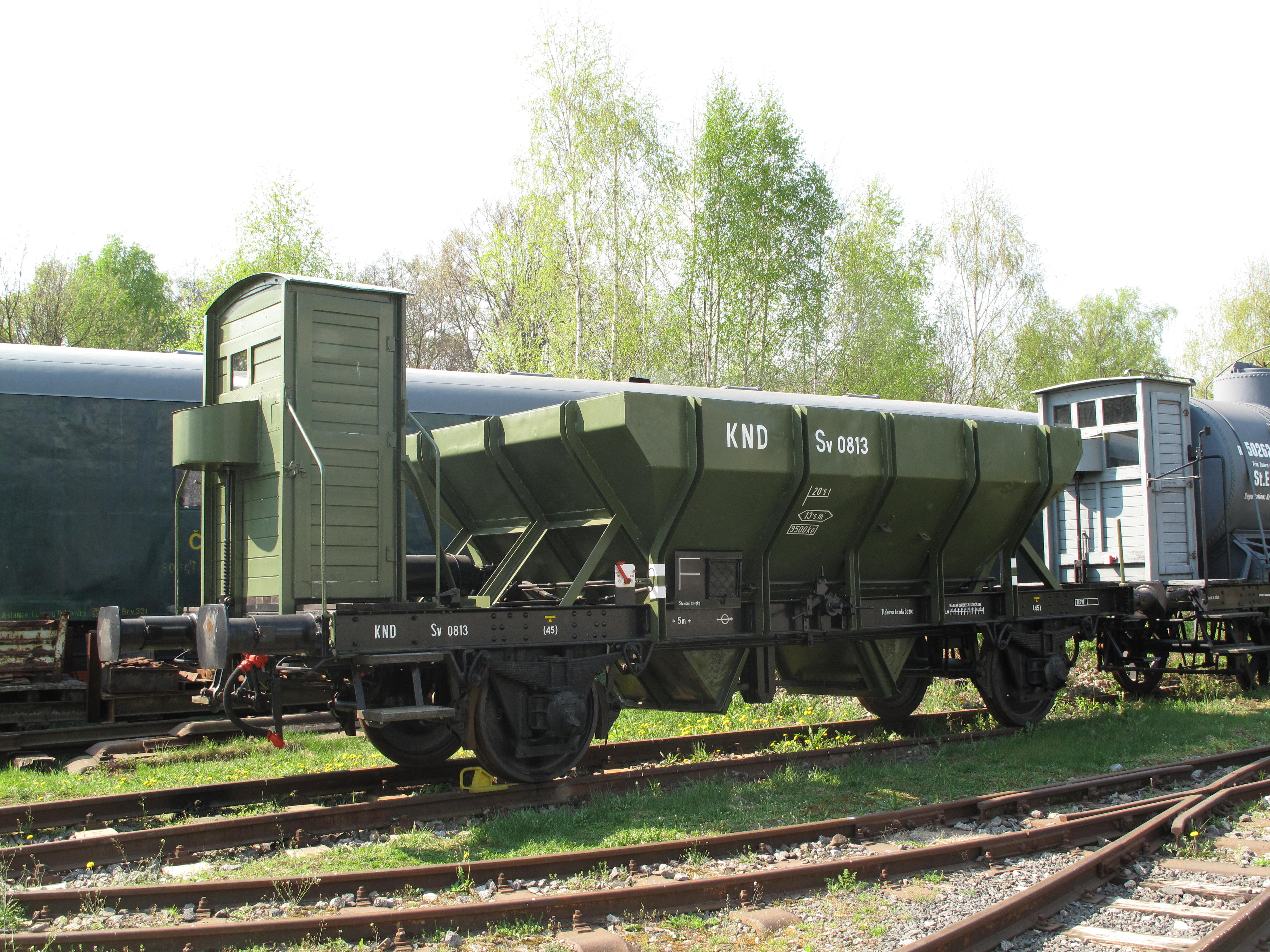
Selbstentladewagen der KND, hier im Eisenbahnmuseum Lužná u Rakovníka (2011)